# You Never Can Tell
«You Never Can Tell» — песня американского рок-музыканта Чака Берри, вышедшая на сингле в 1964 году.

## История создания
Песня была написана в начале шестидесятых, в то время, когда Чак Берри находился в тюрьме. You Never Can Tell вошла в альбом Берри St. Louis to Liverpool 1964 года, изданный на лейбле Chess Records; как сингл она дошла до 14 места в рейтинге журнала Billboard.
Впоследствии кавер-версии песни записали Ронни Лэйн, New Riders of the Purple Sage, Эммилу Харрис, Боб Сигер, Билл Уаймэн и Status Quo.

## «Криминальное чтиво»
Вторая волна популярности You Never Can Tell началась после выхода на экраны фильма культового американского режиссёра Квентина Тарантино «Криминальное чтиво» (1994), в саундтрек которого вошла песня. В одном из эпизодов фильма гангстер Винсент Вега (Джон Траволта) и жена его босса Миа Уоллес (Ума Турман) танцуют твист под песню Чака Берри. По словам Тарантино, лирика песни придаёт этой сцене особую атмосферу Французской новой волны.
Так же песня звучит в заставке российской телевизионной программы «Непутёвые заметки».

### Чарты
| Чарт (1964)                              | Наивысшее место |
| ---------------------------------------- | --------------- |
| Канада (CHUM Hit Parade)                 | 13              |
| UK Singles (The Official Charts Company) | 26              |
| US Billboard Hot 100                     | 14              |

## Сертификации
| Регион                                                      | Сертификация | Продажи |
| ----------------------------------------------------------- | ------------ | ------- |
| Великобритания (BPI)                                        | Серебряный   | 200 000 |
| ^ Данные о тиражах приведены только на основе сертификации. |              |         |